# Nekrolog Januar 2013
Nekrolog
◄◄
| ◄
| 2009
| 2010
| 2011
| 2012
| 2013 | 2014 | 2015 | 2016 | 2017 | ► | ►►
Januar |
Februar |
März |
April |
Mai |
Juni |
Juli |
August |
September |
Oktober |
November |
Dezember 2013
Weitere Ereignisse | Allgemeiner Nekrolog 2013
Die Beschreibung der verstorbenen Person sollte so kurz wie möglich gehalten sein und nur deren signifikante Tätigkeit(en) enthalten.
Neue Namen ggf. auch unter dem Geburts- und Sterbedatum, also etwa unter 1. Januar und im Geburts- und Sterbejahr (2024) eintragen (nur bei entsprechender großer Wichtigkeit). Für Beispiele siehe die schon vorhandenen Artikel.
Außerdem über die fünf zuletzt Verstorbenen, zu denen es einen ausreichend guten Artikel für eine Präsentation auf der Hauptseite gibt, nach der todesbedingten Überarbeitung der Artikel ggf. auch unter Wikipedia Diskussion:Hauptseite informieren und sie am besten auch in den anderen Wikipedia-Sprachversionen eintragen. Tipp: Regelmäßig bei news.google.de nach „ist tot“, „gestorben“ oder „verstorben“ suchen.
Wenn eine Person gestorben ist, gibt es viele Seiten zu dieser Person in der Wikipedia, die davon auch betroffen sind und entsprechend aktualisiert werden müssen. Beispiele: Namenübersichtsseite, Geburtsjahr, Geburtsort-Seiten und viele mehr.
Wie finde ich die betroffenen Seiten?
Im Suchfeld auf der linken Seite gibt man den Suchbegriff so ein: „Vorname Nachname“. Dann klickt man auf Volltext und alle Seiten mit entsprechendem Suchtext werden aufgerufen. Hier sieht man dann schnell, wo auch das Todesjahr Sinn macht oder sogar ein Teil des Artikels angepasst werden muss. Auch hilft das „Werkzeug“ auf der linken Seite sehr gut, um solche Seiten aufzufinden: „Links auf diese Seite“. Somit ist die Wikipedia wieder aktuell in allen Bereichen! Hinweis: bei Eintragung der Kategorie „Gestorben JAHR“ wird der Missbrauchsfilter 49 ausgelöst, was jedoch nicht schlimm ist. Siehe: Spezial:Missbrauchsfilter/49
Dies ist eine Liste von im Januar 2013 verstorbenen bekannten Persönlichkeiten. Die Einträge erfolgen innerhalb der einzelnen Daten alphabetisch sortiert. Tiere sind im Nekrolog für Tiere zu finden.

## Januar
| Tag         | Name                                     | Beruf, bekannt als                                                                  | Alter | Beleg                                                                                 |
| ----------- | ---------------------------------------- | ----------------------------------------------------------------------------------- | ----- | ------------------------------------------------------------------------------------- |
| 1. Januar   | Juri Alexandrow                          | sowjetisch-russischer Boxer                                                         | 49    | newkerala.com                                                                         |
| 1. Januar   | Moses Bosco Anderson                     | US-amerikanischer Bischof                                                           | 84    | aod.org                                                                               |
| 1. Januar   | Lucio Dell’Angelo                        | italienischer Fußballspieler und -trainer                                           | 74    | ecodibergamo.it                                                                       |
| 1. Januar   | Adrian Bentzon                           | dänischer Jazzpianist                                                               | 83    | politiken.dk                                                                          |
| 1. Januar   | Michael Patrick Cronan                   | US-amerikanischer Grafiker und Künstler                                             | 61    | commarts.com                                                                          |
| 1. Januar   | Ante Dražančić                           | jugoslawischer bzw. kroatischer Mediziner                                           | 84    | slobodnadalmacija.hr                                                                  |
| 1. Januar   | Jewgeni Nikolajewitsch Groschew          | russischer Eishockeyspieler                                                         | 75    | pomnipro.ru                                                                           |
| 1. Januar   | Alan Hancox                              | kenianischer Jurist                                                                 | 80    | [ 1 ]                                                                                 |
| 1. Januar   | Lloyd Hartman Elliott                    | US-amerikanischer Pädagoge und Universitätspräsident                                | 94    | washingtonpost.com                                                                    |
| 1. Januar   | Christopher Martin-Jenkins               | britischer Sportjournalist                                                          | 67    | twitter.com                                                                           |
| 1. Januar   | Levon Minasian                           | iranisch-armenischer Historiker, Bibliothekar und Künstler                          | 93    | bbc.co.uk                                                                             |
| 1. Januar   | Alois Moser                              | österreichisch-kanadischer Skisportler                                              | 82    | web.archive.org                                                                       |
| 1. Januar   | Patti Page                               | US-amerikanische Sängerin                                                           | 85    | theguardian.com                                                                       |
| 1. Januar   | Gerhard Schmid                           | deutscher Archivar und Archivwissenschaftler                                        | 84    | weimar.tlz.de                                                                         |
| 1. Januar   | Dieter Tanneberger                       | deutscher Verbandsfunktionär                                                        | 71    | deutsche-landwirte.de                                                                 |
| 1. Januar   | Mojtaba Tehrani                          | iranischer Ajatollah                                                                | 79    | english.irib.ir                                                                       |
| 1. Januar   | Uwe Ullmann                              | deutscher Mikrobiologe                                                              | 74    | sz-ms.vrsmedia-trauerportal.de                                                        |
| 1. Januar   | Louis Vezelis                            | franziskanischer Geistlicher                                                        | 82    |                                                                                       |
| 1. Januar   | Dimitris Vogiatzis                       | griechischer Schauspieler                                                           | 42    | lifo.gr                                                                               |
| 1. Januar   | Marian Wantoła                           | polnischer Zeichner und Animator                                                    | 86    | wiadomosci.onet.pl                                                                    |
| 1. Januar   | Barbara Werle                            | US-amerikanische Schauspielerin                                                     | 84    | findagrave.com                                                                        |
| 2. Januar   | Attilio Pierelli                         | italienischer Bildhauer und Dichter                                                 | ~88   | pierelli.it                                                                           |
| 2. Januar   | Josef Werner Bauer                       | deutscher Kommunalpolitiker                                                         | 86    | nordbayern.de                                                                         |
| 2. Januar   | Wren Blair                               | kanadischer Eishockeytrainer und -funktionär                                        | 87    | mlive.com                                                                             |
| 2. Januar   | Jim Boyd                                 | US-amerikanischer Schauspieler                                                      | 79    | legacy.com                                                                            |
| 2. Januar   | Council Cargle                           | US-amerikanischer Schauspieler                                                      | 77    | deadlinedetroit.com                                                                   |
| 2. Januar   | Karel Čáslavský                          | tschechischer Filmhistoriker, -archivar und -regisseur                              | 75    | web.archive.org                                                                       |
| 2. Januar   | Charles Chilton                          | britischer Hörfunkmoderator, -autor und -produzent                                  | 95    | hamhigh.co.uk                                                                         |
| 2. Januar   | Angelo Coia                              | US-amerikanischer American-Football-Spieler                                         | 74    | philly.com                                                                            |
| 2. Januar   | Malcolm Coulter                          | US-amerikanischer Biologe                                                           | 65    | conwaydailysun.com                                                                    |
| 2. Januar   | Zaharira Harifai                         | israelische Schauspielerin                                                          | 83    | ynetnews.com                                                                          |
| 2. Januar   | Mario Hernández                          | puerto-ricanischer Musiker und Komponist                                            | 88    | elnuevodia.com                                                                        |
| 2. Januar   | Géza Koroknai                            | ungarischer Schauspieler                                                            | 64    | nepszava.hu                                                                           |
| 2. Januar   | Gerda Lerner                             | US-amerikanische Historikerin und Feministin                                        | 92    | nytimes.com                                                                           |
| 2. Januar   | Ladislao Mazurkiewicz                    | uruguayischer Fußballspieler und -trainer                                           | 67    | es-us.deportes.yahoo.com                                                              |
| 2. Januar   | Ian McKeever                             | irischer Bergsteiger                                                                | 42    | rte.ie                                                                                |
| 2. Januar   | Maulvi Nazir                             | afghanisch-pakistanischer Taliban-Kommandeur                                        | ~37   | reuters.com                                                                           |
| 2. Januar   | Susan Nolen-Hoeksema                     | US-amerikanische Psychologin und Autorin                                            | 53    | yaledailynews.com                                                                     |
| 2. Januar   | Renzo Soldani                            | italienischer Radrennfahrer                                                         | 87    |                                                                                       |
| 2. Januar   | Rudolf Szanwald                          | österreichischer Fußballspieler                                                     | 81    | krone.at                                                                              |
| 2. Januar   | Roman Roček                              | österreichischer Journalist und Autor                                               | 77    | plattform-martinek.at                                                                 |
| 2. Januar   | Teresa Torańska                          | polnische Journalistin und Autorin                                                  | 69    | wiadomosci.gazeta.pl                                                                  |
| 2. Januar   | Siegfried Tragatschnig                   | österreichischer Maler und Graphiker                                                | 85    | pax-requiem.at                                                                        |
| 2. Januar   | Ned Wertimer                             | US-amerikanischer Schauspieler                                                      | 89    | hollywoodreporter.com                                                                 |
| 2. Januar   | Franz-Josef Kemper                       | deutscher Sozialgeograph und Hochschullehrer                                        | 68    | [ 2 ]                                                                                 |
| 3. Januar   | Ted Godwin                               | kanadischer Maler und Künstler                                                      | 79    | cbc.ca                                                                                |
| 3. Januar   | M. S. Gopalakrishnan                     | indischer Violinist                                                                 | 81    | web.archive.org                                                                       |
| 3. Januar   | Marianne Grunberg-Manago                 | französische Biochemikerin                                                          | 91    | academie-sciences.fr                                                                  |
| 3. Januar   | Elmar Gunsch                             | österreichischer Moderator und Autor                                                | 81    | faz.net                                                                               |
| 3. Januar   | Jimmy Halliday                           | schottischer Politiker                                                              | 85    | stirlingobserver.co.uk                                                                |
| 3. Januar   | Kanang anak Langkau                      | malaysischer Unteroffizier und Nationalheld                                         | 68    | web.archive.org                                                                       |
| 3. Januar   | William Maxson                           | US-amerikanischer Generalmajor                                                      | 82    | web.archive.org                                                                       |
| 3. Januar   | Preben Munthe                            | norwegischer Ökonom                                                                 | 90    | e24.no                                                                                |
| 3. Januar   | Valerio Negrini                          | italienischer Musiker und Liedtexter                                                | 66    | lastampa.it                                                                           |
| 3. Januar   | Sergiu Nicolaescu                        | rumänischer Schauspieler, Filmregisseur und Politiker                               | 82    | dattelner-morgenpost.de                                                               |
| 3. Januar   | Philip Oeser                             | deutscher Maler, Grafiker und Restaurator                                           | 83    |                                                                                       |
| 3. Januar   | S. R. Rao                                | indischer Archäologe                                                                | 90    | niticentral.com                                                                       |
| 3. Januar   | Jochen Sachse                            | deutscher Maler                                                                     | 82    | [ 3 ]                                                                                 |
| 3. Januar   | Thomas Schäuble                          | deutscher Jurist, Politiker und Manager                                             | 64    | tagesspiegel.de                                                                       |
| 3. Januar   | Patty Shepard                            | US-amerikanische Schauspielerin                                                     | 67    | nydailynews.com                                                                       |
| 3. Januar   | Burry Stander                            | südafrikanischer Mountainbiker                                                      | 25    | sport24.co.za                                                                         |
| 3. Januar   | Gustl Wilke                              | deutscher Handballspieler und -trainer                                              | 68    | handball-world.com                                                                    |
| 4. Januar   | Pavol Bagin                              | slowakischer Komponist und Dirigent                                                 | 79    | nzr.trnava.sk                                                                         |
| 4. Januar   | Carlos Calderón Chico                    | ecuadorianischer Historiker, Schriftsteller und Journalist                          | 59    | web.archive.org                                                                       |
| 4. Januar   | Decio Canzio                             | italienischer Comictexter                                                           | 82    | lucaboschi.nova100.ilsole24ore.com                                                    |
| 4. Januar   | Pierre Cogan                             | französischer Radrennfahrer                                                         | 98    |                                                                                       |
| 4. Januar   | Bhanumati Devi                           | indische Schauspielerin                                                             | 78    | [ 4 ]                                                                                 |
| 4. Januar   | Johann Friedrich Dexheimer               | deutscher Dichter                                                                   | 90    | dexheimer.jimdo.com                                                                   |
| 4. Januar   | Pete Elliott                             | US-amerikanischer American-Football-Spieler                                         | 86    | cantonrep.com                                                                         |
| 4. Januar   | Murray Henderson                         | kanadischer Eishockeyspieler und -trainer                                           | 91    | thestar.com                                                                           |
| 4. Januar   | Thomas Holtzmann                         | deutscher Schauspieler                                                              | 85    | welt.de                                                                               |
| 4. Januar   | Nilmar Janbu                             | norwegischer Bauingenieur                                                           | 91    | geoengineer.org                                                                       |
| 4. Januar   | Sammy Johns                              | US-amerikanischer Countrysänger und Liedtexter                                      | 97    | archbishopterry.blogspot.com.es                                                       |
| 4. Januar   | Derek Kevan                              | englischer Fußballspieler                                                           | 77    | bbc.co.uk                                                                             |
| 4. Januar   | Tony Lip                                 | US-amerikanischer Schauspieler                                                      | 82    | northjersey.com                                                                       |
| 4. Januar   | Richard A. Long                          | US-amerikanischer Historiker und Autor                                              | 85    | atlantadailyworld.com                                                                 |
| 4. Januar   | Richard Möll                             | deutscher Sportlehrer und Sportfunktionär                                           | 85    | dtb-online.de                                                                         |
| 4. Januar   | Jorge Ormos                              | ungarische Fußballspieler und -trainer                                              | 98    | legacy.com                                                                            |
| 4. Januar   | Lassaad Ouertani                         | tunesischer Fußballspieler                                                          | 32    | koora.com                                                                             |
| 4. Januar   | Jewgeni Pepeljajew                       | sowjetischer Jagdflieger                                                            | 94    | warheroes.ru                                                                          |
| 4. Januar   | Robert Phelps                            | US-amerikanischer Mathematiker                                                      | 86    | legacy.com                                                                            |
| 4. Januar   | Nikos Samaras                            | griechischer Volleyballspieler                                                      | 42    | sportsun.org                                                                          |
| 4. Januar   | Bert Schlatterer                         | deutscher Tierarzt, Umwelttoxikologe und Autor                                      | 72    | [ 5 ]                                                                                 |
| 4. Januar   | Ferdel Schröder                          | belgischer Politiker                                                                | 65    | grenzecho.net                                                                         |
| 4. Januar   | Anwar Shamim                             | pakistanischer General                                                              | 81    | thenews.com.pk                                                                        |
| 4. Januar   | Bryan Stoltenberg                        | US-amerikanischer American-Football-Spieler                                         | 40    | web.archive.org                                                                       |
| 4. Januar   | Charles van Tassel                       | niederländischer Sänger                                                             | 75    | operamagazine.nl                                                                      |
| 4. Januar   | Şenay Yüzbaşıoğlu                        | türkische Sängerin und Liedtexterin                                                 | 62    | hurriyet.com.tr                                                                       |
| 4. Januar   | Zoran Žižić                              | serbisch-montenegrinischer Politiker                                                | 61    | pressonline.rs                                                                        |
| 4. Januar   | Ed Emory                                 | US-amerikanischer American-Football-Spieler und -Trainer                            | 74    | nchsaa.org                                                                            |
| 5. Januar   | Haradhan Bandopadhyay                    | indischer Schauspieler                                                              | 86    | ibnlive.in.com                                                                        |
| 5. Januar   | Hans-Joachim Böttrich                    | deutscher Regisseur, Autor und Journalist                                           | 89    | merkurtz.trauer.de                                                                    |
| 5. Januar   | Gwendoline Butler                        | britische Schriftstellerin                                                          | 90    | announcements.thetimes.co.uk                                                          |
| 5. Januar   | T. S. Cook                               | US-amerikanischer Drehbuchautor und Filmproduzent                                   | 65    | deadline.com                                                                          |
| 5. Januar   | Manfred Doehn                            | deutscher Mediziner                                                                 | 74    | [ 6 ]                                                                                 |
| 5. Januar   | Martha Greenhouse                        | US-amerikanische Schauspielerin                                                     | 91    | contactmusic.com                                                                      |
| 5. Januar   | Abraham Hecht                            | US-amerikanischer Rabbiner                                                          | 90    | israelnationalnews.com                                                                |
| 5. Januar   | Joselo                                   | venezolanischer Schauspieler                                                        | 76    | eluniversal.com                                                                       |
| 5. Januar   | Richard Kumpf                            | deutscher Historiker                                                                | 90    | jungewelt.de                                                                          |
| 5. Januar   | Leung Ping-kwan                          | chinesischer Lyriker und Literaturwissenschaftler                                   | 63    | rendezvous.blogs.nytimes.com                                                          |
| 5. Januar   | Jeff Lewis                               | US-amerikanischer American-Football-Spieler und -Trainer                            | 39    | myfox8.com                                                                            |
| 5. Januar   | Ann-Britt Leyman                         | schwedische Leichtathletin                                                          | 90    | sok.se                                                                                |
| 5. Januar   | Stella Mann                              | österreichische Tänzerin und Choreografin                                           | 100   | kleinezeitung.at                                                                      |
| 5. Januar   | Bruce McCarty                            | US-amerikanischer Architekt                                                         | 92    | knoxnews.com                                                                          |
| 5. Januar   | Richard McWilliam                        | US-amerikanischer Unternehmer                                                       | 59    | businesswire.com                                                                      |
| 5. Januar   | Yvonne Ménard                            | französische Tänzerin                                                               | 83    |                                                                                       |
| 5. Januar   | Sybil Michelow                           | südafrikanisch-britische Sängerin und Komponistin                                   | 87    | theguardian.com                                                                       |
| 5. Januar   | Joseph-Aurèle Plourde                    | kanadischer Erzbischof                                                              | 97    | archbishopterry.blogspot.com.es                                                       |
| 5. Januar   | Claude Préfontaine                       | kanadischer Komödiant und Schauspieler                                              | 79    | radio-canada.ca                                                                       |
| 5. Januar   | Thomas Schmidt-Kowalski                  | deutscher Komponist                                                                 | 63    | schmidt-kowalski.de                                                                   |
| 5. Januar   | Marie-Hélène Schwartz                    | französische Mathematikerin                                                         | 99    | images.math.cnrs.fr                                                                   |
| 5. Januar   | Harold Searson                           | englischer Fußballtorwart                                                           | 88    | announce.jpress.co.uk                                                                 |
| 5. Januar   | Vladimir Šenauer                         | jugoslawischer Fußballspieler                                                       | 82    | slobodnadalmacija.hr                                                                  |
| 5. Januar   | Chandler Williams                        | US-amerikanischer American-Football-Spieler                                         | 27    | blacksportsonline.com                                                                 |
| 5. Januar   | Sol Yurick                               | US-amerikanischer Schriftsteller                                                    | 87    | wnyc.org                                                                              |
| 6. Januar   | Neil Adcock                              | südafrikanischer Cricketspieler                                                     | 81    |                                                                                       |
| 6. Januar   | Qazi Hussain Ahmad                       | pakistanischer Theologe und Politiker                                               | 74    | tribune.com.pk                                                                        |
| 6. Januar   | Giovanna Bemporad                        | italienische Dichterin und Übersetzerin                                             | 84    | rainews24.rai.it                                                                      |
| 6. Januar   | Bart Van den Bossche                     | belgischer Sänger, Moderator und Schauspieler                                       | 48    | standaard.be                                                                          |
| 6. Januar   | Luitgard Brem-Gräser                     | deutsche Psychologin                                                                | 93    | sz-ms.vrsmedia-trauerportal.de                                                        |
| 6. Januar   | Erich Bücker                             | deutscher Fußballspieler                                                            | 82    | weltfussball.de                                                                       |
| 6. Januar   | Cho Sung-min                             | südkoreanischer Baseballspieler und -trainer                                        | 39    | nwww.koreaherald.com                                                                  |
| 6. Januar   | Gerhard Fieber                           | deutscher Zeichentrickfilmer, Filmproduzent und Karikaturist                        | 96    | welt.de                                                                               |
| 6. Januar   | Gerard Helders                           | niederländischer Politiker                                                          | 107   | nu.nl                                                                                 |
| 6. Januar   | Karl Holubar                             | österreichischer Dermatologe und Medizinhistoriker                                  | 76    | meduniwien.ac.at                                                                      |
| 6. Januar   | Metin Kaçan                              | türkischer Schriftsteller                                                           | 51    | welt.de                                                                               |
| 6. Januar   | Jon Ander López                          | spanischer Fußballspieler                                                           | 36    | marca.com                                                                             |
| 6. Januar   | Enrique Meneses                          | spanischer Journalist und Fotograf                                                  | 83    | lavanguardia.com                                                                      |
| 6. Januar   | Gonzalo Puyat                            | philippinischer Sportfunktionär                                                     | 79    | sports.inquirer.net                                                                   |
| 6. Januar   | Rudolf Sauter                            | deutscher Mundartdichter                                                            | 87    |                                                                                       |
| 6. Januar   | Madanjeet Singh                          | indischer Diplomat, Künstler, Autor und Philanthrop                                 | 96    | thehindu.com                                                                          |
| 7. Januar   | Richard Ben Cramer                       | US-amerikanischer Journalist und Schriftsteller                                     | 62    | philly.com                                                                            |
| 7. Januar   | Franz von Benda-Beckmann                 | deutscher Jurist und Rechtsethnologe                                                | 71    | sz-ms.vrsmedia-trauerportal.de                                                        |
| 7. Januar   | Stanley Cohen                            | britischer Soziologe                                                                | 70    | criminologia.de                                                                       |
| 7. Januar   | Jim Cosman                               | US-amerikanischer Baseballspieler                                                   | 69    | web.archive.org                                                                       |
| 7. Januar   | Tom Ebert                                | US-amerikanischer Jazzposaunist                                                     | 93    | web.archive.org                                                                       |
| 7. Januar   | David R. Ellis                           | US-amerikanischer Filmregisseur und Stuntman                                        | 60    | deadline.com                                                                          |
| 7. Januar   | Eberhard Glauner                         | deutscher Rechtsanwalt und Jazzmusiker                                              | 76    | stuttgart-gedenkt.de                                                                  |
| 7. Januar   | Horst Günter                             | deutscher Sänger und Gesangspädagoge                                                | 99    | sz-ms.vrsmedia-trauerportal.de                                                        |
| 7. Januar   | Péter Halász                             | ungarischer Schriftsteller, Journalist und Dramaturg                                | 90    | web.archive.org                                                                       |
| 7. Januar   | Adolf Haslinger                          | österreichischer Anglist, Germanist und Rektor                                      | 79    | salzburg.com                                                                          |
| 7. Januar   | Günther Lorenz                           | österreichischer Althistoriker                                                      | ≈70   | traueranzeigen.tt.com                                                                 |
| 7. Januar   | Ernst Heinsen                            | deutscher Jurist und Politiker                                                      | 88    | trauer.abendblatt.de                                                                  |
| 7. Januar   | Huell Howser                             | US-amerikanischer Moderator, Fernsehproduzent und Drehbuchautor                     | 67    |                                                                                       |
| 7. Januar   | Ada Louise Huxtable                      | US-amerikanische Architekturkritikerin und Schriftstellerin                         | 91    | washingtonpost.com                                                                    |
| 7. Januar   | Jiřina Jirásková                         | tschechische Schauspielerin                                                         | 81    | kultura.idnes.cz                                                                      |
| 7. Januar   | Maruša Krese                             | slowenische Schriftstellerin und Lyrikerin                                          | 65    | web.archive.org                                                                       |
| 7. Januar   | Romano Nieders                           | österreichischer Opernsänger                                                        | 78    | wn.de                                                                                 |
| 7. Januar   | Epifanie Norocel                         | rumänisch-orthodoxer Bischof und Theologe                                           | 80    | theorthodoxchurch.info                                                                |
| 7. Januar   | Alfred Oberdorfer                        | deutscher Mediziner                                                                 | 85    | sz-ms.vrsmedia-trauerportal.de                                                        |
| 7. Januar   | Tetjana Sajenko                          | ukrainische Diplomatin                                                              | 61    | archive.md                                                                            |
| 7. Januar   | Harvey Shapiro                           | US-amerikanischer Dichter                                                           | 88    | nytimes.com                                                                           |
| 7. Januar   | Fred L. Turner                           | US-amerikanischer Manager                                                           | 80    | foxbusiness.com                                                                       |
| 7. Januar   | Lou Wilson                               | US-amerikanischer Funk-Musiker                                                      | 71    | eurweb.com                                                                            |
| 7. Januar   | Zvi Yavetz                               | israelischer Althistoriker                                                          | 87    | haaretz.com                                                                           |
| 8. Januar   | Asbjørn Aarnes                           | norwegischer Literaturhistoriker und Schriftsteller                                 | 89    | abcnyheter.no                                                                         |
| 8. Januar   | Tandyn Almer                             | US-amerikanischer Komponist und Songwriter                                          | 70    | articles.washingtonpost.com                                                           |
| 8. Januar   | Kenojuak Ashevak                         | kanadische Künstlerin                                                               | 85    | theglobeandmail.com                                                                   |
| 8. Januar   | Bernard Delcampe                         | französischer Fußballspieler                                                        | 80    | estac.fr                                                                              |
| 8. Januar   | Antonio Frasconi                         | uruguayisch-amerikanischer Künstler, Lehrer und Autor                               | 93    |                                                                                       |
| 8. Januar   | Franz Froschmaier                        | deutscher Politiker                                                                 | 82    | abendblatt.de                                                                         |
| 8. Januar   | Jeanne Manford                           | US-amerikanische Aktivistin                                                         | 92    | washingtonpost.com                                                                    |
| 8. Januar   | Alasdair Milne                           | britischer Fernsehproduzent und -intendant                                          | 82    | theguardian.com                                                                       |
| 8. Januar   | Alexander Mnazakanjan                    | sowjetischer bzw. russischer Komponist und Musikdozent                              | 76    | conservatory.ru                                                                       |
| 8. Januar   | Manuel Mota                              | spanischer Modedesigner                                                             | 46    | vogue.co.uk                                                                           |
| 8. Januar   | Johann Neumann                           | österreichischer Politiker                                                          | 83    | landtag.steiermark.at                                                                 |
| 8. Januar   | Watson Parker                            | US-amerikanischer Historiker und Autor                                              | 88    | rapidcityjournal.com                                                                  |
| 8. Januar   | Cornel Pavlovici                         | rumänischer Fußballspieler                                                          | 70    | steauafc.com                                                                          |
| 8. Januar   | Lothar Rechtacek                         | deutscher Maler, Grafiker und Bildhauer                                             | 69    | nordhausen.thueringer-allgemeine.de                                                   |
| 8. Januar   | Dieter Rogalla                           | deutscher Politiker                                                                 | 85    | wn.de                                                                                 |
| 8. Januar   | Viktor Sidler                            | Schweizer Filmwissenschafter                                                        | 78    | m.aargauerzeitung.ch                                                                  |
| 8. Januar   | Fritz Zimmerer                           | deutscher Unternehmer und Feuerwehrfunktionär                                       | 82    | mittelbayerische-trauer.de                                                            |
| 9. Januar   | Antonello Aglioti                        | italienischer Theater- und Filmregisseur                                            | 65    | cinemaitaliano.info                                                                   |
| 9. Januar   | Werner Altegoer                          | deutscher Unternehmer und Fußballfunktionär                                         | 77    | freiepresse.de                                                                        |
| 9. Januar   | Brigitte A. Askonas                      | britische Immunologin                                                               | 89    | theguardian.com                                                                       |
| 9. Januar   | Samuel E. Blum                           | US-amerikanischer Chemiker                                                          | 92    | nae.edu                                                                               |
| 9. Januar   | Karl-Georg Blume                         | deutsch-amerikanischer Hämatologe                                                   | 75    |                                                                                       |
| 9. Januar   | James M. Buchanan                        | US-amerikanischer Ökonom                                                            | 93    | bloomberg.com                                                                         |
| 9. Januar   | Sakine Cansız                            | kurdische Unabhängigkeitskämpferin                                                  | 54    | hurriyetdailynews.com                                                                 |
| 9. Januar   | Jean Cavadini                            | Schweizer Politiker                                                                 | 76    | [ 7 ]                                                                                 |
| 9. Januar   | Fujita Yoshio                            | japanischer Astronom                                                                | 104   | japan-acad.go.jp                                                                      |
| 9. Januar   | Jim Godbolt                              | britischer Autor und Historiker                                                     | 90    | londonjazz.blogspot.de                                                                |
| 9. Januar   | Charly Jacobs                            | belgischer Fußballspieler                                                           | 64    | sporting-charleroi.be                                                                 |
| 9. Januar   | Tarsem King, Baron King of West Bromwich | britischer Politiker                                                                | 75    | huffingtonpost.com                                                                    |
| 9. Januar   | Ralph G. Martin                          | US-amerikanischer Autor                                                             | 92    | nytimes.com                                                                           |
| 9. Januar   | Frank Page                               | US-amerikanischer Rundfunksprecher                                                  | 87    | ksla.com                                                                              |
| 9. Januar   | Isidro Perez                             | mexikanischer Boxer                                                                 | 48    | boxrec.com                                                                            |
| 9. Januar   | S. Ramanathan                            | indischer Filmregisseur und -produzent                                              | 83    | en-maktoob.news.yahoo.com                                                             |
| 9. Januar   | Armando Roblán                           | kubanischer Schauspieler                                                            | 81    | elnuevoherald.com                                                                     |
| 9. Januar   | Robert L. Rock                           | US-amerikanischer Politiker                                                         | 85    | heraldbulletin.com                                                                    |
| 9. Januar   | Ross Taggart                             | kanadischer Jazzmusiker                                                             | 45    | vancouversun.com                                                                      |
| 9. Januar   | Henning Tögel                            | deutscher Konzertveranstalter                                                       | 58    | musikmarkt.de                                                                         |
| 9. Januar   | Rex Trailer                              | US-amerikanischer Schauspieler, Sänger und Fernsehproduzent                         | 84    | web.archive.org                                                                       |
| 9. Januar   | Josep Miquel Vidal i Hernández           | spanischer Physiker                                                                 | ~74   | web.archive.org                                                                       |
| 9. Januar   | Horst Wendt                              | deutscher Gebrauchsgrafiker und Illustrator                                         | 79    |                                                                                       |
| 9. Januar   | John Wise                                | kanadischer Politiker                                                               | 77    | lfpress.com                                                                           |
| 10. Januar  | Christel Adelaar                         | niederländische Schauspielerin und Sängerin                                         | 77    | nu.nl                                                                                 |
| 10. Januar  | Fritz Böhm                               | deutscher Gewerkschafter und Politiker                                              | 92    | donaukurier.de                                                                        |
| 10. Januar  | Thomas Bourgin                           | französischer Motorradrennfahrer                                                    | 26    | n-tv.de                                                                               |
| 10. Januar  | Antonio Calderone                        | italienischer Krimineller                                                           | 77    | gazzettadelsud.it                                                                     |
| 10. Januar  | Evan S. Connell                          | US-amerikanischer Schriftsteller                                                    | 88    | todaynews.today.com                                                                   |
| 10. Januar  | Peter Fitz                               | deutscher Schauspieler                                                              | 81    | news.de                                                                               |
| 10. Januar  | George Gruntz                            | Schweizer Jazzmusiker                                                               | 80    | srf.ch                                                                                |
| 10. Januar  | Jacques Heers                            | französischer Historiker                                                            | 88    | lemonde.fr                                                                            |
| 10. Januar  | Ursula Hill-Samelson                     | deutsche Informatikerin                                                             | 77    | ticket.wikimedia.org                                                                  |
| 10. Januar  | Michal Hofbauer                          | tschechischer Schauspieler                                                          | 49    | imdb.com                                                                              |
| 10. Januar  | Albrecht Hofmann                         | deutscher Wirtschaftsprüfer                                                         | 89    |                                                                                       |
| 10. Januar  | Josef Knoll                              | österreichischer Politiker                                                          | 86    | nachrichten.at                                                                        |
| 10. Januar  | Luigi Kuveiller                          | italienischer Kameramann                                                            | 85    | westernboothill.blogspot.de                                                           |
| 10. Januar  | Franz Lehrndorfer                        | deutscher Organist                                                                  | 84    | [ 8 ]                                                                                 |
| 10. Januar  | Loretta di Lelio                         | italienische Opernsängerin                                                          | 94    |                                                                                       |
| 10. Januar  | Ba Mamadou Mbaré                         | mauretanischer Politiker                                                            | 66    |                                                                                       |
| 10. Januar  | Claude Nobs                              | Schweizer Kulturmanager                                                             | 76    | spiegel.de                                                                            |
| 10. Januar  | Lucien Poirier                           | französischer General und Autor                                                     | 94    | diploweb.com                                                                          |
| 10. Januar  | Bhava Kanta Saikia                       | US-amerikanischer Autor                                                             | 92    | business-standard.com                                                                 |
| 10. Januar  | Hansi Schwarz                            | schwedischer Musiker                                                                | 70    | svd.se                                                                                |
| 10. Januar  | Jorge Selarón                            | brasilianischer Maler und Keramiker                                                 | 65    | oglobo.globo.com                                                                      |
| 10. Januar  | Otto Tellmann                            | rumänischer Handballspieler und -trainer                                            | 85    | siebenbuerger.de                                                                      |
| 10. Januar  | Eberhard Windemuth                       | deutscher Maschinenbauer                                                            | 82    | sz-ms.vrsmedia-trauerportal.de                                                        |
| 11. Januar  | Hans Matthäus Bachmayer                  | deutscher Bildhauer und Maler                                                       | 72    | sz-ms.vrsmedia-trauerportal.de                                                        |
| 11. Januar  | Jean Brocard                             | französischer Politiker                                                             | 92    | jean-brocard.journal-de-vie.fr                                                        |
| 11. Januar  | Alexander von Cube                       | deutscher Journalist                                                                | 85    | [ 9 ]                                                                                 |
| 11. Januar  | Guido Forti                              | italienischer Formel-1-Teamchef                                                     | 72    | motorsport-total.com                                                                  |
| 11. Januar  | Kurt-Joachim Friedel                     | deutscher Komponist                                                                 | 91    |                                                                                       |
| 11. Januar  | Richard Haase                            | deutscher Jurist                                                                    | 91    | stuttgart-gedenkt.de                                                                  |
| 11. Januar  | Bernd Heimberger                         | deutscher Schriftsteller und Heimatforscher                                         | 70    |                                                                                       |
| 11. Januar  | Reinhard Helbing                         | deutscher Theologe                                                                  | 79    | content.antoniuskolleg.de                                                             |
| 11. Januar  | Corinne Jacker                           | US-amerikanische Dramatikerin und Drehbuchautorin                                   | 79    | theater.nytimes.com                                                                   |
| 11. Januar  | Rolf Juergens                            | deutscher General                                                                   | 96    | munzinger.de                                                                          |
| 11. Januar  | Nguyễn Khánh                             | südvietnamesischer Politiker                                                        | 85    | bbc.co.uk                                                                             |
| 11. Januar  | Johann Koller                            | deutscher Unternehmer                                                               | 95    | oberpfalznetz.de                                                                      |
| 11. Januar  | Liz Lands                                | US-amerikanische Soul-Sängerin                                                      | 73    | discogs.com                                                                           |
| 11. Januar  | Miodrag Marović                          | jugoslawischer Journalist                                                           | 82    | politika.rs                                                                           |
| 11. Januar  | Eva Mazzucco                             | österreichische Bildhauerin und Graphikerin                                         | 87    | drehpunktkultur.at                                                                    |
| 11. Januar  | Mariangela Melato                        | italienische Schauspielerin                                                         | 71    | lastampa.it                                                                           |
| 11. Januar  | Peter Mountain                           | britischer Violinist                                                                | 89    | telegraph.co.uk                                                                       |
| 11. Januar  | Alemayehu Shumye                         | äthiopischer Marathonläufer                                                         | 24    | iaaf.org                                                                              |
| 11. Januar  | Wolfgang Spann                           | deutscher Rechtsmediziner                                                           | 91    | sz-ms.vrsmedia-trauerportal.de                                                        |
| 11. Januar  | Aaron Swartz                             | US-amerikanischer Programmierer                                                     | 26    | golem.de                                                                              |
| 11. Januar  | Claudia Tietje                           | deutsche Politikerin                                                                | 39    | tagesspiegel.de                                                                       |
| 11. Januar  | Billy Varga                              | US-amerikanischer Ringer und Schauspieler                                           | 94    | hollywoodreporter.com                                                                 |
| 11. Januar  | Lars Werner                              | schwedischer Politiker                                                              | 77    | thelocal.se                                                                           |
| 11. Januar  | John Wilkinson                           | US-amerikanischer Gitarrist                                                         | 67    | legacy.com                                                                            |
| 12. Januar  | Precious Bryant                          | US-amerikanische Bluesmusikerin                                                     | 71    | ledger-enquirer.com                                                                   |
| 12. Januar  | John Martin Darko                        | ghanaischer Bischof                                                                 | 67    | cbcgha.org                                                                            |
| 12. Januar  | Claus-Achim Eschke                       | deutscher Reeder                                                                    | 81    | [ 10 ]                                                                                |
| 12. Januar  | Helen Hamilton                           | britische Tischtennisspielerin                                                      | 85    | focus.de                                                                              |
| 12. Januar  | Gerd Imbsweiler                          | deutscher Schauspieler, Regisseur und Autor                                         | 71    | srf.ch                                                                                |
| 12. Januar  | Sonja Petra Karsen                       | deutsch-amerikanische Hispanistin                                                   | 93    |                                                                                       |
| 12. Januar  | Wilhelm Spindler                         | deutscher Bürgerrechtler                                                            | 89    | web.archive.org                                                                       |
| 12. Januar  | Jean Krier                               | luxemburgischer Schriftsteller                                                      | 64    | autorenlexikon.lu                                                                     |
| 12. Januar  | Edward C. Kurtz Jr.                      | US-amerikanischer Dokumentarfilmer                                                  | 66    | obits.nola.com                                                                        |
| 12. Januar  | Anna Lizaran                             | spanische Schauspielerin                                                            | 68    | 324.cat                                                                               |
| 12. Januar  | Günter Marten                            | deutscher Politiker                                                                 | 73    | traueranzeigen.nwzonline.de                                                           |
| 12. Januar  | Jean-Claude Olivier                      | französischer Motorradrennfahrer und Motorsportfunktionär                           | 67    | speedweek.de                                                                          |
| 12. Januar  | Norma Redpath                            | australische Bildhauerin und Graphikerin                                            | 84    | theage.com.au                                                                         |
| 12. Januar  | Juri Schmidt                             | russischer Jurist und Menschenrechtsaktivist                                        | 75    | web.archive.org                                                                       |
| 12. Januar  | Gernot Renger                            | deutscher Chemiker und Hochschullehrer                                              | 75    | chemie.tu-berlin.de                                                                   |
| 12. Januar  | Steven Utley                             | US-amerikanischer Schriftsteller                                                    | 64    | locusmag.com                                                                          |
| 13. Januar  | Andrea Carrea                            | italienischer Radrennfahrer                                                         | 88    | gazzetta.it                                                                           |
| 13. Januar  | Rüdiger Bormann                          | deutscher Physiker und Hochschulpräsident                                           | 60    | [ 11 ]                                                                                |
| 13. Januar  | Bille Brown                              | australischer Schauspieler                                                          | 61    | heraldsun.com.au                                                                      |
| 13. Januar  | Stanley Caine                            | britischer Schauspieler                                                             | ~77   | mirror.co.uk                                                                          |
| 13. Januar  | Jürgen Himmelbauer                       | österreichischer Politiker                                                          | 54    | nachrichten.at                                                                        |
| 13. Januar  | Mychajlo Horyn                           | ukrainischer Menschenrechtsaktivist Dissident und Politiker                         | 82    |                                                                                       |
| 13. Januar  | Kari Jormakka                            | finnischer Architekt                                                                | 54    | a-theory.tuwien.ac.at                                                                 |
| 13. Januar  | Juwenali von Kursk                       | russischer Bischof                                                                  | 83    | patriarchia.ru                                                                        |
| 13. Januar  | Chia-Chiao Lin                           | chinesisch-amerikanischer Physiker und Mathematiker                                 | 96    | news.tsinghua.edu.cn                                                                  |
| 13. Januar  | Hans Meyers                              | deutscher Künstler und Kunstdidaktiker                                              | 100   | hansmeyers.com                                                                        |
| 13. Januar  | Hans-Joachim Recknitz                    | deutscher Schauspieler                                                              | 81    | [ 12 ]                                                                                |
| 13. Januar  | Arthur Wightman                          | US-amerikanischer Physiker                                                          | 90    | A. S. Wightman. In: Physics History Network. American Institute of Physics (englisch) |
| 13. Januar  | Manfred Worm                             | deutscher Jurist und Kommunalpolitiker                                              | 72    | augsburger-allgemeine.de                                                              |
| 13. Januar  | Sven Erik Wunner                         | deutscher Rechtswissenschaftler                                                     | 80    | kn-trauer.de                                                                          |
| 14. Januar  | Giorgio Alverà                           | italienischer Bobsportler                                                           | 69    |                                                                                       |
| 14. Januar  | Conrad Bain                              | US-amerikanischer Schauspieler                                                      | 89    | people.com                                                                            |
| 14. Januar  | Walter L. Brendel                        | deutscher Maler                                                                     | 89    | ludwigshafen.de                                                                       |
| 14. Januar  | Prospero Gallinari                       | italienischer Terrorist                                                             | 62    | bologna.repubblica.it                                                                 |
| 14. Januar  | Hans-Josef Hecking                       | deutscher Jurist                                                                    | 87    | web.archive.org                                                                       |
| 14. Januar  | Rolf Hübler                              | deutscher Endurosportler                                                            | 56    | enduro.de                                                                             |
| 14. Januar  | Morten Mølster                           | norwegischer Gitarrist                                                              | 50    | news.allaboutjazz.com                                                                 |
| 14. Januar  | Sam Pace                                 | US-amerikanischer R&B-Sänger                                                        | 68    | thedeadrockstarsclub.com                                                              |
| 14. Januar  | Sandy Siegelstein                        | US-amerikanischer Jazzmusiker                                                       | 93    | tributes.com                                                                          |
| 15. Januar  | Daphne Anderson                          | britische Schauspielerin                                                            | 90    | thestage.co.uk                                                                        |
| 15. Januar  | Walter Baily                             | US-amerikanischer Mathematiker                                                      | 82    | news.uchicago.edu                                                                     |
| 15. Januar  | Victor Cline                             | US-amerikanischer Psychoanalytiker                                                  | ≈87   | legacy.com                                                                            |
| 15. Januar  | Andres Giedion                           | Schweizer Mediziner                                                                 | 87    | saez.ch                                                                               |
| 15. Januar  | Nagisa Ōshima                            | japanischer Filmregisseur                                                           | 80    | diepresse.com                                                                         |
| 15. Januar  | Jean-Paul Farron-Gabriel                 | Schweizer Forstwissenschaftler                                                      | 86    | web.archive.org                                                                       |
| 15. Januar  | Michel Pollien                           | französischer Bischof                                                               | 75    | la-croix.com                                                                          |
| 15. Januar  | Jean-Bertrand Pontalis                   | französischer Philosoph, Psychoanalytiker und Schriftsteller                        | 89    | lefigaro.fr                                                                           |
| 15. Januar  | Aaron Schwartzman                        | argentinischer Schachspieler                                                        | 104   | clarin.com                                                                            |
| 15. Januar  | John Thomas                              | US-amerikanischer Leichtathlet                                                      | 71    | web.archive.org                                                                       |
| 15. Januar  | Rudolf Wiechert                          | deutscher Chemiker                                                                  | 84    | doi:10.1002/ange.201301415                                                            |
| 16. Januar  | Pete Barnes                              | britischer Hubschrauberpilot                                                        | 50    | heraldsun.com.au                                                                      |
| 16. Januar  | Martin O. Braatz Jr.                     | US-amerikanischer Jazz-Saxophonist                                                  | 82    | novakrammziegler.i-lived.com                                                          |
| 16. Januar  | Carlos Eleta Almarán                     | panamaischer Komponist                                                              | 94    | radioswissjazz.ch                                                                     |
| 16. Januar  | Peter Gehrig                             | deutscher Dokumentarfilmer, Autor und Regisseur                                     | 77    | blogs.taz.de                                                                          |
| 16. Januar  | Sophiya Haque                            | britische Schauspielerin und Sängerin                                               | 41    | theguardian.com                                                                       |
| 16. Januar  | Adalbert Brunner                         | deutscher Politiker                                                                 | 91    | sz-ms.vrsmedia-trauerportal.de                                                        |
| 16. Januar  | André Cassagnes                          | französischer Spieleerfinder                                                        | 86    | spiegel.de                                                                            |
| 16. Januar  | Burhan Cahit Doğançay                    | türkischer Maler und Fotograf                                                       | 83    | bloomberght.com                                                                       |
| 16. Januar  | Noé Hernández                            | mexikanischer Leichtathlet                                                          | 34    | sport.t-online.de                                                                     |
| 16. Januar  | Samson Kimobwa                           | kenianischer Leichtathlet                                                           | 57    | in.reuters.com                                                                        |
| 16. Januar  | Jewdokija Mekschilo                      | sowjetische Skilangläuferin                                                         | 81    | baltinfo.ru                                                                           |
| 16. Januar  | Gussie Moran                             | US-amerikanische Tennisspielerin                                                    | 89    | latimes.com                                                                           |
| 16. Januar  | Pauline Phillips                         | US-amerikanische Kolumnistin und Radiomoderatorin                                   | 94    | edition.cnn.com                                                                       |
| 16. Januar  | James W. Plummer                         | US-amerikanischer Ingenieur und Regierungsbeamter                                   | 92    | aiaa.org                                                                              |
| 16. Januar  | Perrette Pradier                         | französische Schauspielerin                                                         | 74    | web.archive.org                                                                       |
| 16. Januar  | Aslan Ussojan                            | russischer Gangsterboss                                                             | 75    | spiegel.de                                                                            |
| 16. Januar  | Patrick G. Walsh                         | britischer Klassischer Philologe                                                    | 89    | independent.co.uk                                                                     |
| 17. Januar  | Jakob Arjouni                            | deutscher Schriftsteller                                                            | 48    | diogenes.ch                                                                           |
| 17. Januar  | Mehmet Ali Birand                        | türkischer Journalist und Autor                                                     | 71    | hurriyetdailynews.com                                                                 |
| 17. Januar  | Claude Black                             | US-amerikanischer Jazzmusiker                                                       | 80    | toledoblade.com                                                                       |
| 17. Januar  | Robert F. Chew                           | US-amerikanischer Schauspieler                                                      | 52    | spiegel.de                                                                            |
| 17. Januar  | Adalgisa Colombo                         | brasilianische Schönheitskönigin                                                    | 73    | criticalbeauty.com                                                                    |
| 17. Januar  | Yves Debay                               | belgisch-kongolesischer Journalist und Kriegsberichterstatter                       | 58    | globalpost.com                                                                        |
| 17. Januar  | René Durand                              | französischer Theaterleiter und Schauspieler                                        | 85    |                                                                                       |
| 17. Januar  | Paul Grünler                             | deutscher Maschinenbauer und Unternehmer                                            | 77    | freiepresse.de                                                                        |
| 17. Januar  | Fernando Guillén                         | spanischer Schauspieler                                                             | 81    | altfg.com                                                                             |
| 17. Januar  | Eric Handley                             | britischer Klassischer Philologe                                                    | 86    | web.archive.org                                                                       |
| 17. Januar  | Stefan Hüfner                            | deutscher Physiker                                                                  | 77    | saarbruecker-zeitung.trauer.de                                                        |
| 17. Januar  | Homayoun Khorram                         | iranischer Musiker und Komponist                                                    | 82    | khabaronline.ir                                                                       |
| 17. Januar  | Tony Martin                              | Historiker aus Trinidad und Tobago                                                  | 70    | jamaica-gleaner.com                                                                   |
| 17. Januar  | Louise Martini                           | österreichische Schauspielerin und Radiomoderatorin                                 | 81    | wien.orf.at                                                                           |
| 17. Januar  | Eng Abner Nangwale                       | ugandischer Politiker                                                               | 79    | independent.co.ug                                                                     |
| 17. Januar  | John Nkomo                               | simbabwischer Politiker                                                             | 78    | [ 13 ]                                                                                |
| 17. Januar  | Alec Panchen                             | britischer Paläontologe und Zoologe                                                 | 82    | ncl.ac.uk                                                                             |
| 17. Januar  | Nic Potter                               | britischer Bassist, Komponist und Maler                                             | 61    | ultimateclassicrock.com                                                               |
| 17. Januar  | John R. Powers                           | US-amerikanischer Schriftsteller                                                    | 67    | suntimes.com                                                                          |
| 17. Januar  | Robert Quibel                            | französischer Jazz-Bassist und Fernsehmoderator                                     | 82    | lexpress.fr                                                                           |
| 17. Januar  | Guram Sagharadze                         | sowjetischer bzw. georgischer Schauspieler                                          | 84    | [ 14 ]                                                                                |
| 17. Januar  | Toon Schuurmans                          | niederländischer Boxer                                                              | 82    | ad.nl                                                                                 |
| 17. Januar  | Ken Vail                                 | britischer Autor                                                                    | 73    | londonjazznews.com                                                                    |
| 17. Januar  | Rolf Alexander Wilhelm                   | deutscher Komponist und Dirigent                                                    | 85    | sz-ms.vrsmedia-trauerportal.de                                                        |
| 18. Januar  | Martin Barbarič                          | tschechischer Fußballspieler                                                        | 42    | hradec.idnes.cz                                                                       |
| 18. Januar  | Jeff Cahill                              | US-amerikanischer Schauspieler                                                      | 44    | legacy.suntimes.com                                                                   |
| 18. Januar  | Walmor Chagas                            | brasilianischer Schauspieler                                                        | 82    | g1.globo.com                                                                          |
| 18. Januar  | Sean Fallon                              | irischer Fußballspieler                                                             | 90    | [ 15 ]                                                                                |
| 18. Januar  | Wolfgang Ilgenfritz                      | österreichischer Politiker                                                          | 56    | kaernten.orf.at                                                                       |
| 18. Januar  | Ken Jones                                | walisischer Fußballtorwart                                                          | 77    | thisisscunthorpe.co.uk                                                                |
| 18. Januar  | Eric Lidow                               | US-amerikanischer Unternehmer                                                       | 100   | elektroniknet.de                                                                      |
| 18. Januar  | Wilhelm Löwinger                         | österreichischer Eisschnellläufer                                                   | 96    |                                                                                       |
| 18. Januar  | Hans Luber                               | deutscher Ingenieur und Verbandsfunktionär                                          | 82    | trauer.sueddeutsche.de                                                                |
| 18. Januar  | Jacques Maquet                           | belgischer Anthropologe und Afrikanist                                              | 93    | anthro.ucla.edu                                                                       |
| 18. Januar  | Ron Nachman                              | israelischer Politiker                                                              | 70    | ynetnews.com                                                                          |
| 18. Januar  | Borghild Niskin                          | norwegische Skirennläuferin                                                         | 88    | budstikka.no                                                                          |
| 18. Januar  | Victor Radovici                          | rumänischer Theaterschauspieler und -regisseur                                      | 76    | mediafax.ro                                                                           |
| 18. Januar  | Ernst Rappel                             | deutscher Maler und Bildhauer                                                       | 90    | reichenhaller-tagblatt.de                                                             |
| 18. Januar  | Bruno Rauscher                           | deutscher Jurist                                                                    | 81    | juris.bundessozialgericht.de                                                          |
| 18. Januar  | Ernst Wechselberger                      | deutscher Fußballspieler                                                            | 81    | bscyb.ch                                                                              |
| 19. Januar  | Toktamış Ateş                            | türkischer Politikwissenschaftler                                                   | 68    | www2.istanbul.edu.tr                                                                  |
| 19. Januar  | Anatoly Bannik                           | sowjetisch-ukrainischer Schachspieler                                               | 91    | chesspro.ru                                                                           |
| 19. Januar  | Eberhard Burandt                         | deutscher Generalleutnant der Bundeswehr                                            | 90    |                                                                                       |
| 19. Januar  | Del Dako                                 | kanadischer Jazzmusiker                                                             | 58    | theglobeandmail.com                                                                   |
| 19. Januar  | Abderrahim Goumri                        | marokkanischer Leichtathlet                                                         | 36    | marca.com                                                                             |
| 19. Januar  | Juri Gumenjuk                            | belarussischer Journalist                                                           | 43    | faz.net                                                                               |
| 19. Januar  | Karl Hanus                               | deutscher Ingenieur und Architekt                                                   | 85    | saarbruecker-zeitung.trauer.de                                                        |
| 19. Januar  | Basil Hirschowitz                        | US-amerikanischer Gastroenterologe                                                  | 87    | obits.dignitymemorial.com                                                             |
| 19. Januar  | İsmet Hürmüzlü                           | türkischer Schauspieler, Drehbuchautor und Regisseur                                | 75    | aa.com.tr                                                                             |
| 19. Januar  | Antanas Ivanauskas                       | litauischer Politiker                                                               | 58    | visaginietis.balsas.lt                                                                |
| 19. Januar  | Hans-Jürgen Massaquoi                    | deutsch-US-amerikanischer Journalist                                                | 87    | welt.de                                                                               |
| 19. Januar  | Hans Müller                              | Schweizer Unternehmer                                                               | 96    |                                                                                       |
| 19. Januar  | Steven Muller                            | US-amerikanischer Jurist                                                            | 85    | washingtonpost.com                                                                    |
| 19. Januar  | Stan Musial                              | US-amerikanischer Baseballspieler                                                   | 92    | usatoday.com                                                                          |
| 19. Januar  | Andrée Putman                            | französische Innenarchitektin und Designerin                                        | 87    | lefigaro.fr                                                                           |
| 19. Januar  | A. Rafiq                                 | indonesischer Musiker und Schauspieler                                              | 64    | [ 16 ]                                                                                |
| 19. Januar  | Marcel Sisniega Campbell                 | mexikanischer Schachspieler                                                         | 53    | noticine.com                                                                          |
| 19. Januar  | Steve Knight                             | US-amerikanischer Rock- und Jazzmusiker                                             | 77    | talkbass.com                                                                          |
| 19. Januar  | Stewart Sharpless                        | US-amerikanischer Astronom                                                          | 86    | [ 17 ]                                                                                |
| 19. Januar  | Taihō Kōki                               | japanischer Sumōringer                                                              | 72    | web.archive.org                                                                       |
| 19. Januar  | Earl Weaver                              | US-amerikanischer Baseballfunktionär                                                | 82    | nydailynews.com                                                                       |
| 19. Januar  | George Addison West                      | US-amerikanischer Jazzmusiker und Hochschullehrer                                   | 81    | legacy.com                                                                            |
| 20. Januar  | Elisabeth Grundmann                      | deutsche Hispanistin, Erwachsenenpädagogin und Migrationsforscherin                 | 71    | doolia.de                                                                             |
| 20. Januar  | Hanns Hamberger                          | deutscher Politiker                                                                 | 89    | trauer-anzeigen.augsburger-allgemeine.de                                              |
| 20. Januar  | Made Katib                               | malayischer Bischof                                                                 | 71    | theborneopost.com                                                                     |
| 20. Januar  | Steffen Kuchenreuther                    | deutscher Kinobetreiber und Filmproduzent                                           | 65    | spiegel.de                                                                            |
| 20. Januar  | Anneliese Leinemann                      | deutsche Politikerin                                                                | 89    | trauer.nordsee-zeitung.de                                                             |
| 20. Januar  | Gerhard Pretzmann                        | österreichischer Zoologe und Paläontologe                                           | 83    | fwu.at                                                                                |
| 20. Januar  | Dolores Prida                            | kubanisch-US-amerikanische Journalistin und Dramaturgin                             | 69    | web.archive.org                                                                       |
| 20. Januar  | Fred Reibold                             | deutscher Musiker und Entertainer                                                   | 78    | morgenweb.de                                                                          |
| 20. Januar  | Stephen Simon                            | US-amerikanischer Dirigent, Musikproduzent und Ensemblegründer                      | 75    | washingtonpost.com                                                                    |
| 20. Januar  | Jörg Steiner                             | Schweizer Schriftsteller                                                            | 82    | nzz.ch                                                                                |
| 20. Januar  | Peter Stettenheim                        | US-amerikanischer Ornithologe                                                       | 84    | ornithologyexchange.org                                                               |
| 20. Januar  | Tracy Sugarman                           | US-amerikanischer Illustrator                                                       | 91    | westport-news.com                                                                     |
| 20. Januar  | Toyo Shibata                             | japanische Dichterin                                                                | 101   | web.orange.co.uk                                                                      |
| 20. Januar  | Freddie Williams                         | walisischer Speedwayfahrer                                                          | 86    | speedwaygp.com                                                                        |
| 21. Januar  | Mihalis Adamis                           | griechischer Musikwissenschaftler, Chorleiter und Komponist                         | 83    | adamis.gr                                                                             |
| 21. Januar  | Herbert Bauer                            | deutscher evangelischer Pfarrer                                                     | 87    | trauer.nordbayern.de                                                                  |
| 21. Januar  | Walter Birkhold                          | deutscher Fußballspieler                                                            | 77    | swp.de                                                                                |
| 21. Januar  | Alden W. Clausen                         | US-amerikanischer Manager                                                           | 89    | sfgate.com                                                                            |
| 21. Januar  | Inge Frohnert                            | deutsche Politikerin                                                                | 88    | berliner-zeitung.de                                                                   |
| 21. Januar  | Riccardo Garrone                         | italienischer Unternehmer                                                           | 76    | gazzetta.it                                                                           |
| 21. Januar  | Zina Harman                              | israelische Politikerin                                                             | 98    | knesset.gov.il                                                                        |
| 21. Januar  | Donald Hornig                            | US-amerikanischer Chemiker                                                          | 92    | news.providencejournal.com                                                            |
| 21. Januar  | Ahmet Mete Işıkara                       | türkischer Geophysiker und Seismologe                                               | 72    | ntvmsnbc.com                                                                          |
| 21. Januar  | Heiner Jacob                             | deutscher Designer und Kommunikationswissenschaftler                                | ~70   | guibonsiepe.com.ar (PDF; 41 kB)                                                       |
| 21. Januar  | János Kőrössy                            | rumänischer Jazzpianist                                                             | 86    | jurnalul.ro                                                                           |
| 21. Januar  | Walter Marget                            | deutscher Mediziner                                                                 | 92    | sz-ms.vrsmedia-trauerportal.de                                                        |
| 21. Januar  | Robert Piloty                            | deutscher Informatiker                                                              | 88    | web.archive.org                                                                       |
| 21. Januar  | Frank-Michael Schober                    | deutscher Politiker                                                                 | 61    | cdu-spremberg.de                                                                      |
| 21. Januar  | Humberto Serrano                         | argentinischer Schauspieler                                                         | 70    | pantallazo.com.uy                                                                     |
| 21. Januar  | Chumpol Silpa-archa                      | thailändischer Politiker                                                            | 72    | bangkokpost.com                                                                       |
| 21. Januar  | Konstanze Vernon                         | deutsche Balletttänzerin                                                            | 74    | merkur.de                                                                             |
| 21. Januar  | Michael Winner                           | britischer Filmregisseur                                                            | 77    | digitalspy.co.uk                                                                      |
| 22. Januar  | Robert Bonnaud                           | französischer Historiker                                                            | 83    | lemonde.fr                                                                            |
| 22. Januar  | Max Christoph                            | deutscher Maler                                                                     | 94    | freiepresse.de                                                                        |
| 22. Januar  | Hartmut Follmann                         | deutscher Biochemiker                                                               | 76    | uni-kassel.de                                                                         |
| 22. Januar  | Günther Maritschnigg                     | deutscher Ringer                                                                    | 79    | ringen-nrw.de                                                                         |
| 22. Januar  | Lídia Mattos                             | brasilianische Schauspielerin                                                       | 88    | odia.ig.com.br                                                                        |
| 22. Januar  | Ewald Merkle                             | deutscher Kommunalpolitiker                                                         | 88    | suedkurier.de                                                                         |
| 22. Januar  | Karl-Heinz „Catweazle“ Olschewski        | deutsches Fußballfan-Original                                                       | 69    | m.schalke04.de                                                                        |
| 22. Januar  | Eva Rühmkorf                             | deutsche Politikerin                                                                | 77    | 1214 Eva Rühmkorf.JPG                                                                 |
| 22. Januar  | Harald B. Schäfer                        | deutscher Politiker                                                                 | 74    | swr.de                                                                                |
| 22. Januar  | Klaus Seifert                            | deutscher Journalist                                                                | 71    | newsroom.de                                                                           |
| 22. Januar  | Olga Szőnyi                              | ungarische Opernsängerin                                                            | 79    | kultura.hu                                                                            |
| 22. Januar  | Ted Talbert                              | US-amerikanischer Dokumentarfilmer                                                  | 70    | detroit.cbslocal.com                                                                  |
| 22. Januar  | Margareta Teodorescu                     | rumänische Schachspielerin                                                          | 80    | fide.com                                                                              |
| 22. Januar  | Lucyna Winnicka                          | polnische Schauspielerin                                                            | 84    | wyborcza.pl                                                                           |
| 23. Januar  | Susan Douglas Rubes                      | kanadische Schauspielerin                                                           | 87    | cbc.ca                                                                                |
| 23. Januar  | Klaus Geiger                             | deutsch-kanadischer Physiker                                                        | 91    | mike.geiger.ca                                                                        |
| 23. Januar  | Józef Glemp                              | polnischer Kardinal                                                                 | 83    | [ 18 ]                                                                                |
| 23. Januar  | Jacques Grimonpon                        | französischer Fußballspieler                                                        | 87    | girondins.com                                                                         |
| 23. Januar  | Janice Knickrehm                         | US-amerikanische Schauspielerin                                                     | 87    | legacy.com                                                                            |
| 23. Januar  | Alex Koenigsmark                         | tschechischer Schriftsteller und Drehbuchautor                                      | 68    | novinky.cz                                                                            |
| 23. Januar  | Peter van der Merwe                      | südafrikanischer Cricketspieler                                                     | 75    |                                                                                       |
| 23. Januar  | Jan Ormerod                              | australische Autorin und Illustratorin                                              | 66    | telegraph.co.uk                                                                       |
| 23. Januar  | Veit Relin                               | österreichischer Schauspieler                                                       | 86    | mainpost.de                                                                           |
| 23. Januar  | Juan Carlos Rosero                       | ecuadorianischer Radsportler                                                        | 50    | web.archive.org                                                                       |
| 23. Januar  | Maria Schaumayer                         | österreichische Ökonomin und Politikerin                                            | 81    | ots.at                                                                                |
| 23. Januar  | Jean Vilnet                              | französischer Bischof                                                               | 90    | eglise.catholique.fr                                                                  |
| 23. Januar  | Walter Wehrle                            | Schweizer Sportjournalist                                                           | 86    | tagesanzeiger.ch                                                                      |
| 23. Januar  | Gabriel Widmer                           | Schweizer Theologe                                                                  | 90    | hommages.ch                                                                           |
| 23. Januar  | Earl Williams                            | US-amerikanischer Jazz-Schlagzeuger                                                 | 74    | blackpast.org                                                                         |
| 24. Januar  | Christian Becher                         | deutscher Kabarettist                                                               | 69    | leipzig-fernsehen.de                                                                  |
| 24. Januar  | Zózimo Bulbul                            | brasilianischer Schauspieler und Drehbuchautor                                      | 75    | oglobo.globo.com                                                                      |
| 24. Januar  | Fuat Bultan                              | türkisch-deutscher Hörfunkmoderator und Autor                                       | 79    | web.archive.org                                                                       |
| 24. Januar  | Harro Dicks                              | deutscher Opernregisseur                                                            | 101   | archive.today                                                                         |
| 24. Januar  | Wolf Euba                                | deutscher Rezitator, Schauspieler, Regisseur und Autor                              | 78    | mariareiter.de                                                                        |
| 24. Januar  | Chussein Gakajew                         | tschetschenischer Mudschaheddin-Befehlshaber                                        | 42    | [ 19 ]                                                                                |
| 24. Januar  | Zofia Garlińska-Hansen                   | polnische Architektin                                                               | 88    |                                                                                       |
| 24. Januar  | Dave Harper                              | englischer Fußballspieler                                                           | 74    | millwallfc.co.uk                                                                      |
| 24. Januar  | Ulrich Heising                           | deutscher Regisseur                                                                 | 71    | sz-ms.vrsmedia-trauerportal.de                                                        |
| 24. Januar  | Lothar Hensel                            | deutscher Fußballspieler                                                            | 70    |                                                                                       |
| 24. Januar  | Philip Anthony Richard Hockey            | britischer Biologe                                                                  | 56    | [ 20 ]                                                                                |
| 24. Januar  | Miroslav Janů                            | tschechischer Fußballspieler und -trainer                                           | 53    | antaranews.com                                                                        |
| 24. Januar  | Gottfried Landwehr                       | deutscher Physiker                                                                  | 83    | mainpost.de                                                                           |
| 24. Januar  | Mohamed Majd                             | marokkanischer Schauspieler                                                         | ≈73   | yabiladi.com                                                                          |
| 24. Januar  | Mitar Miljanović                         | jugoslawischer bzw. bosnischer Soziologe                                            | 76    | nezavisne.com                                                                         |
| 24. Januar  | Richard G. Stern                         | US-amerikanischer Literaturwissenschaftler und Schriftsteller                       | 84    | zeit.de                                                                               |
| 24. Januar  | Ewa Strömberg                            | schwedische Schauspielerin                                                          | 73    |                                                                                       |
| 24. Januar  | Adolf Max Vogt                           | Schweizer Journalist und Kunst- und Architekturkritiker                             | 92    | web.archive.org                                                                       |
| 25. Januar  | Waleri Abramkin                          | russischer Menschenrechtsaktivist                                                   | 66    | web.archive.org                                                                       |
| 25. Januar  | Martial Asselin                          | kanadischer Politiker                                                               | 88    | fr.canoe.ca                                                                           |
| 25. Januar  | Karlheinz Brunnemann                     | deutscher Fernsehproduzent, Synchronsprecher, Synchronregisseur und Dialogbuchautor | 86    | trauer.sueddeutsche.de                                                                |
| 25. Januar  | Rade Bulat                               | jugoslawischer General und Politiker                                                | 92    | kurir-info.rs                                                                         |
| 25. Januar  | Rahn Burton                              | US-amerikanischer Jazzpianist                                                       | 78    | jazztimes.com                                                                         |
| 25. Januar  | Gerhard Butze                            | deutscher Bibliothekar, Kunsthändler und Antiquitätensammler                        | 86    |                                                                                       |
| 25. Januar  | Normand Corbeil                          | kanadischer Filmkomponist                                                           | 56    | polygon.com                                                                           |
| 25. Januar  | Werner Freiesleben                       | deutscher Chemiker                                                                  | 83    | sz-ms.vrsmedia-trauerportal.de                                                        |
| 25. Januar  | Max Kampelman                            | US-amerikanischer Diplomat                                                          | 92    | washingtonpost.com                                                                    |
| 25. Januar  | Irene Koumarianou                        | griechische Schauspielerin                                                          | 82    | news.in.gr                                                                            |
| 25. Januar  | Aase Nordmo Løvberg                      | norwegische Opernsängerin                                                           | 89    | dagbladet.no                                                                          |
| 25. Januar  | Bertram J. Mayer                         | österreichischer Architekt                                                          | 70    | orf.at                                                                                |
| 25. Januar  | Lloyd Phillips                           | neuseeländischer Filmproduzent                                                      | 63    | t-online.de                                                                           |
| 25. Januar  | France Popit                             | jugoslawischer Politiker                                                            | 91    | delo.si                                                                               |
| 25. Januar  | Willi Seiß                               | deutscher christlicher Esoteriker und Anthroposoph                                  | 90    | kulturwerkstatt-loerrach.de                                                           |
| 25. Januar  | Shozo Shimamoto                          | japanischer Maler und Performancekünstler                                           | 85    |                                                                                       |
| 25. Januar  | Klaus Thraede                            | deutscher Klassischer Philologe                                                     | 82    | [ 22 ]                                                                                |
| 26. Januar  | Leroy „Sugarfoot“ Bonner                 | US-amerikanischer Funk-Sänger und Gitarrist                                         | 69    | nytimes.com                                                                           |
| 26. Januar  | Walter Huss                              | deutscher Futtermittelkundler                                                       | 99    | uni-hohenheim.de                                                                      |
| 26. Januar  | Sukekiyo Kameyama                        | japanischer Seiyū und Synchronsprecher                                              | 58    | nikkansports.com                                                                      |
| 26. Januar  | Stefan Kudelski                          | Schweizer Unternehmer                                                               | 83    | tagesanzeiger.ch                                                                      |
| 26. Januar  | Hans Ulrich Lehmann                      | Schweizer Komponist                                                                 | 75    | webpaper.nzz.ch                                                                       |
| 26. Januar  | Edwin London                             | US-amerikanischer Komponist, Hornist, Dirigent und Musikpädagoge                    | 83    | cleveland.com                                                                         |
| 26. Januar  | Patricia Lovell                          | australische Filmproduzentin und Fernsehmoderatorin                                 | 83    | dailytelegraph.com.au                                                                 |
| 26. Januar  | Hiroshi Nakajima                         | japanischer Mediziner                                                               | 84    | who.int                                                                               |
| 26. Januar  | Acer Nethercott                          | britischer Ruderer                                                                  | 35    | britishrowing.org                                                                     |
| 26. Januar  | Yasuoka Shōtarō                          | japanischer Schriftsteller                                                          | 92    | ajw.asahi.com                                                                         |
| 26. Januar  | Padma Kant Shukla                        | deutscher Physiker                                                                  | 62    | web.archive.org                                                                       |
| 26. Januar  | James A. Weidenhammer                    | US-amerikanischer Computeringenieur                                                 | 94    | legacy.com                                                                            |
| 27. Januar  | Aleksander Bednarz                       | polnischer Schauspieler                                                             | 72    | wiadomosci.gazeta.pl                                                                  |
| 27. Januar  | Jorgen Bendixen                          | dänischer Veterinärmediziner                                                        | 86    | leopoldina.org                                                                        |
| 27. Januar  | Ivan Bodiul                              | sowjetischer Politiker                                                              | 95    | ava.md                                                                                |
| 27. Januar  | Éamon de Buitléar                        | irischer Autor, Musiker und Dokumentarfilmer                                        | 83    | rte.ie                                                                                |
| 27. Januar  | Bernard Dhéran                           | französischer Schauspieler                                                          | 86    | lefigaro.fr                                                                           |
| 27. Januar  | Ulrich Hahn                              | deutscher Mineraloge                                                                | 62    | verbaende.com                                                                         |
| 27. Januar  | Stanley Karnow                           | US-amerikanischer Journalist und Historiker                                         | 87    | washingtonpost.com                                                                    |
| 27. Januar  | Ulrich Lorenz                            | deutscher Jurist und Politiker                                                      | 57    | spiegel.de                                                                            |
| 27. Januar  | Jaime Neves                              | portugiesischer General                                                             | 76    | publico.pt                                                                            |
| 27. Januar  | Phạm Duy                                 | vietnamesischer Komponist                                                           | 91    | newamericamedia.org                                                                   |
| 27. Januar  | Diethart Kerbs                           | deutscher Kunstpädagoge                                                             | 75    | tagesspiegel.de                                                                       |
| 27. Januar  | Sally Starr                              | US-amerikanische Showmasterin, Sängerin und Radiomoderatorin                        | 90    | news.msn.com                                                                          |
| 27. Januar  | Hüseyin Yılmaz                           | US-amerikanischer Physiker                                                          | 88    | tributes.com                                                                          |
| 28. Januar  | Brian Brown                              | australischer Jazzmusiker                                                           | 79    | theage.com.au                                                                         |
| 28. Januar  | Eddy Choong                              | malaysischer Badmintonspieler                                                       | 82    | web.archive.org                                                                       |
| 28. Januar  | Florentino Fernández                     | kubanischer Boxer                                                                   | 76    | [ 23 ]                                                                                |
| 28. Januar  | Jef Lee Johnson                          | US-amerikanischer Gitarrist                                                         | 54    | philly.com                                                                            |
| 28. Januar  | Oldřich Kulhánek                         | tschechischer Maler, Grafiker und Illustrator                                       | 72    | lidovky.cz                                                                            |
| 28. Januar  | Sam Lawrence                             | jamaikanischer Politiker                                                            | 73    | jamaicaobserver.com                                                                   |
| 28. Januar  | Victor Ntoni                             | südafrikanischer Jazzmusiker                                                        | 65    | citypress.co.za                                                                       |
| 28. Januar  | Mary O’Connor                            | US-amerikanische Sekretärin und Realityshow-Star                                    | 82    | huffingtonpost.com                                                                    |
| 28. Januar  | Willi Ostermann                          | deutscher Fußballspieler                                                            | 92    |                                                                                       |
| 28. Januar  | Ferdi Özbeğen                            | türkischer Musiker und Schauspieler                                                 | 71    | trtdeutsch.com                                                                        |
| 28. Januar  | Ladislav Pavlovič                        | tschechoslowakischer Fußballspieler                                                 | 86    | presov.korzar.sme.sk                                                                  |
| 28. Januar  | Bobby Sharp                              | US-amerikanischer Songwriter                                                        | 88    | news.allaboutjazz.com                                                                 |
| 28. Januar  | Ceija Stojka                             | österreichische Schriftstellerin                                                    | 79    | derstandard.at                                                                        |
| 28. Februar | Armando Trovajoli                        | italienischer Pianist und Filmkomponist                                             | 95    |                                                                                       |
| 28. Januar  | Hannes Unberath                          | deutscher Rechtswissenschaftler                                                     | 39    | trauer.nordbayerischer-kurier.de                                                      |
| 28. Januar  | Ary Vidal                                | brasilianischer Basketballtrainer                                                   | 77    | esportes.terra.com.br                                                                 |
| 28. Januar  | Xu Liangying                             | chinesischer Physiker, Übersetzer und Historiker                                    | 92    | rue89.com                                                                             |
| 28. Januar  | Benedict Zilliacus                       | finnischer Journalist, Schriftsteller und Drehbuchautor                             | 92    | svd.se                                                                                |
| 29. Januar  | Erwin Dumbrille                          | US-amerikanischer Filmeditor                                                        | 82    | tributes.com                                                                          |
| 29. Januar  | Joachim Engel-Denis                      | deutscher Schauspieler und Regisseur                                                | 79    | spiegel.de                                                                            |
| 29. Januar  | Frank Hahn                               | britischer Wirtschaftswissenschaftler                                               | 87    | chu.cam.ac.uk                                                                         |
| 29. Januar  | Erwin Herlitzius                         | deutscher Philosoph                                                                 | 91    | sz-trauer.de                                                                          |
| 29. Januar  | George Higgs                             | US-amerikanischer Bluesmusiker                                                      | 82    | wunc.org                                                                              |
| 29. Januar  | Anselm Hollo                             | finnischer Dichter                                                                  | 78    | samizdatblog.blogspot.de                                                              |
| 29. Januar  | Bernard Horsfall                         | britischer Schauspieler                                                             | 82    | doctorwhonews.net                                                                     |
| 29. Januar  | Stella Müller-Madej                      | polnische Holocaust-Überlebende                                                     | 82    | sztetl.org.pl                                                                         |
| 29. Januar  | Stefi Jersch-Wenzel                      | deutsche Historikerin                                                               | 75    | dubnow.de                                                                             |
| 29. Januar  | Paul Kienle                              | deutscher Physiker, Hochschullehrer und Wissenschaftsmanager.                       | 81    | gsi.de                                                                                |
| 29. Januar  | Garrett Lewis                            | US-amerikanischer Schauspieler und Szenenbildner                                    | 77    | hollywoodreporter.com                                                                 |
| 29. Januar  | Ulrich Lösch                             | deutscher Tierarzt                                                                  | 81    | sz-ms.vrsmedia-trauerportal.de                                                        |
| 29. Januar  | Butch Morris                             | US-amerikanischer Jazzmusiker                                                       | 65    | npr.org                                                                               |
| 29. Januar  | Charles Albert Poland, Jr.               | US-amerikanischer Busfahrer und Mordopfer                                           | 66    | huffingtonpost.com                                                                    |
| 29. Januar  | Welijan Paruschew                        | bulgarischer Fußballspieler und -trainer                                            | 44    | football.sportal.bg                                                                   |
| 29. Januar  | Peter Paschen                            | deutsch-österreichischer Bergbauingenieur und Hochschulrektor                       | 78    | steiermark.orf.at                                                                     |
| 29. Januar  | Arif Peçenek                             | türkischer Fußballspieler und -trainer                                              | 53    | tff.org                                                                               |
| 29. Januar  | Ferrol Sams                              | US-amerikanischer Arzt und Schriftsteller                                           | 90    | ajc.com                                                                               |
| 29. Januar  | Walter Schilling                         | deutscher Theologe und Bürgerrechtler                                               | 82    | thueraz.de                                                                            |
| 29. Januar  | Reinhold Stecher                         | österreichischer Bischof                                                            | 91    | tt.com                                                                                |
| 29. Januar  | David Taylor                             | britischer Tiermediziner, Autor und Fernsehmoderator                                | 78    | zoonewsdigest.blogspot.com.au                                                         |
| 29. Januar  | Hans Thiele                              | deutscher Maler und Bildhauer                                                       | 93    | static.iannounce.net                                                                  |
| 29. Januar  | Russel Wright                            | neuseeländischer Motorradrennfahrer                                                 | 83    | stuff.co.nz                                                                           |
| 29. Januar  | Walter Zanini                            | brasilianischer Historiker                                                          | 87    | www1.folha.uol.com.br                                                                 |
| 30. Januar  | Herluf Andersen                          | dänischer Bogenschütze                                                              | 81    |                                                                                       |
| 30. Januar  | Patty Andrews                            | US-amerikanische Sängerin                                                           | 94    | losangeles.cbslocal.com                                                               |
| 30. Januar  | Gamal al-Banna                           | ägyptischer Islam-Gelehrter, Publizist und Gewerkschafter                           | 92    | egyptindependent.com                                                                  |
| 30. Januar  | Nenê Benvenuti                           | brasilianischer Musiker                                                             | 65    | g1.globo.com                                                                          |
| 30. Januar  | José Cardona                             | honduranischer Fußballspieler                                                       | 73    | diez.hn                                                                               |
| 30. Januar  | Gemba Fujita                             | japanischer Komponist und Hochschullehrer                                           | 76    | [ 24 ]                                                                                |
| 30. Januar  | Georg Gärtner                            | deutscher Kriegsgefangener                                                          | 92    | tributes.com                                                                          |
| 30. Januar  | Diane Marleau                            | kanadische Politikerin                                                              | 69    | saultstar.com                                                                         |
| 30. Januar  | Ferruccio Musitelli                      | uruguayischer Filmemacher                                                           | 85    | espectador.com                                                                        |
| 30. Januar  | Gonzague Olivier                         | französischer Autorennfahrer und Bootsbauer                                         | 91    | 24h-lemans.com                                                                        |
| 30. Januar  | Ann Rabson                               | US-amerikanische Bluesmusikerin                                                     | 67    | dailypress.com                                                                        |
| 30. Januar  | Roger Raveel                             | belgischer Maler                                                                    | 91    | standaard.be                                                                          |
| 30. Januar  | Þorkell Sigurbjörnsson                   | isländischer Komponist                                                              | 74    | wayback.vefsafn.is                                                                    |
| 30. Januar  | Werner Kaufmann                          | deutscher Mediziner und Hochschullehrer                                             | 88    | aerzteblatt.de                                                                        |
| 31. Januar  | Hans-Henning Becker-Birck                | deutscher Jurist und Politiker                                                      | 75    | abendblatt.de                                                                         |
| 31. Januar  | Joseph Cassidy                           | irischer Erzbischof                                                                 | 79    | connachttribune.ie                                                                    |
| 31. Januar  | Reed Gilbert Clayton                     | US-amerikanischer Filmausstatter                                                    | 90    | legacy.com                                                                            |
| 31. Januar  | Anca Fusariu                             | rumänische Fernsehjournalistin                                                      | 70    | ziuaveche.ro                                                                          |
| 31. Januar  | Gisèle Guillemot                         | französische Résistance-Kämpferin                                                   | 90    | deces.matchid.io                                                                      |
| 31. Januar  | Hassan Habibi                            | iranischer Politiker                                                                | 76    | jamaran.ir                                                                            |
| 31. Januar  | Hans-Eberhard Heyke                      | deutscher Chemiker und Wirtschaftswissenschaftler                                   | 87    | [ 25 ]                                                                                |
| 31. Januar  | Bob Lacourse                             | kanadischerRadrennfahrer                                                            | 86    |                                                                                       |
| 31. Januar  | Jacques Nguyên Van Mâu                   | vietnamesischer Bischof                                                             | 99    | gpcantho.com                                                                          |
| 31. Januar  | Caleb Moore                              | US-amerikanischer Quad- und Schneemobilfahrer                                       | 25    | spiegel.de                                                                            |
| 31. Januar  | Janusz Paradowski                        | polnischer Radrennfahrer                                                            | 82    |                                                                                       |
| 31. Januar  | Timir Pinegin                            | sowjetischer Segelsportler                                                          | 85    | rsport.ru                                                                             |
| 31. Januar  | Friedrich Waldow                         | deutscher Gehörlosenaktivist                                                        | 98    | [ 26 ]                                                                                |
| 31. Januar  | Hans Peter Dücker                        | deutscher Bauingenieur und Hafenbaudirektor                                         | 64    | abendblatt.de                                                                         |